# Louis Krüger (Geodät)

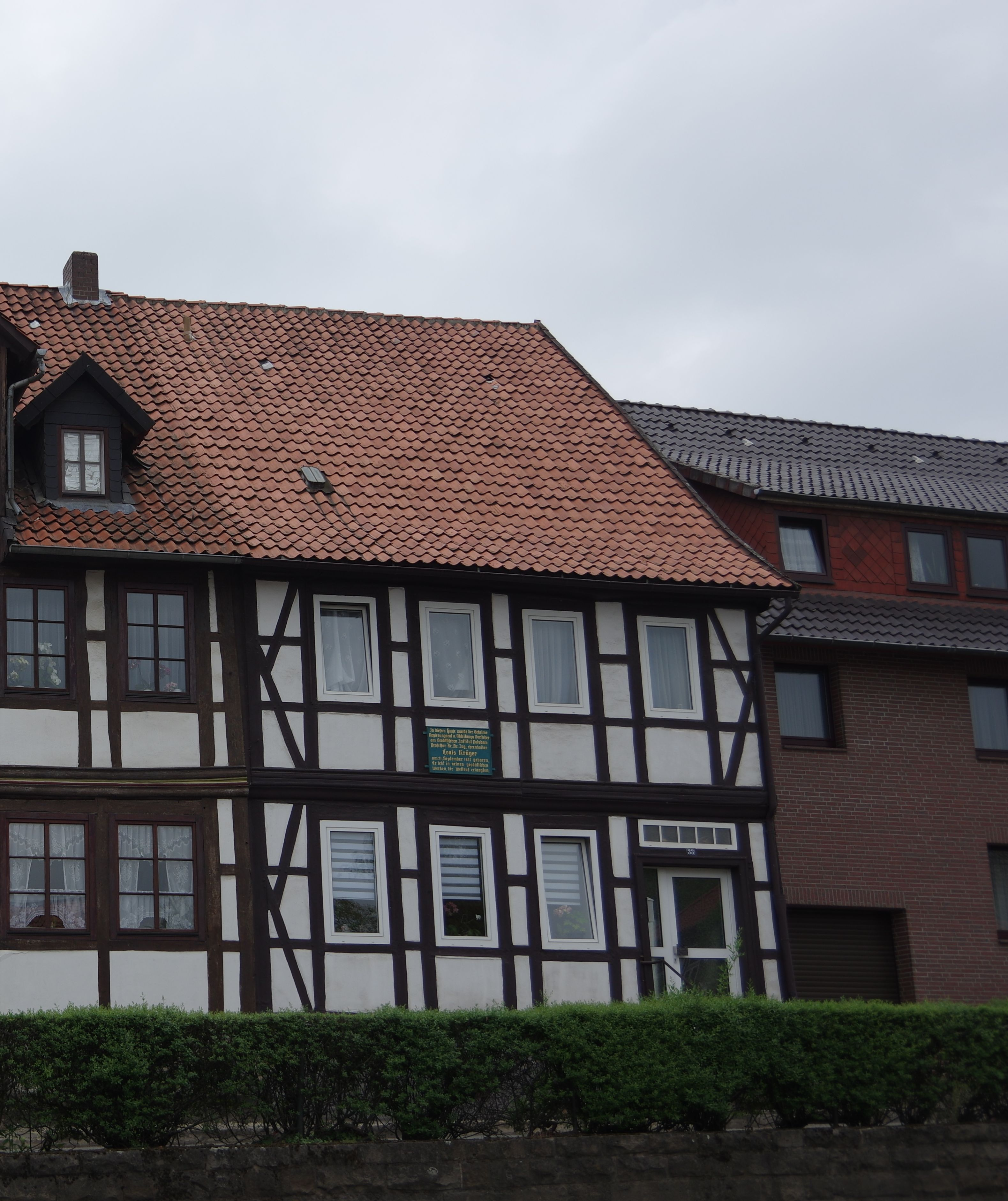
Das Geburtshaus in Elze

Johann Heinrich Louis Krüger (* 21. September 1857 in Elze; † 1. Juni 1923 ebenda) war ein deutscher Mathematiker und Geodät. Er bearbeitete die geodätischen Aufzeichnungen von Carl Friedrich Gauß. Seine 1912 vorgestellte Arbeit mit dem Titel „Konforme Abbildung des Erdellipsoids in der Ebene“ bildet die Grundlage für das 1923 eingeführte Gauß-Krüger-Koordinatensystem.

## Leben
Johann Heinrich Louis Krüger wurde 1857 in Elze geboren. Sein Vater, Konrad Krüger, war Schlossermeister, und so absolvierte Louis Krüger zunächst eine Schlosserlehre, um den elterlichen Betrieb zu übernehmen. Wegen seiner mathematischen Begabung wurde er jedoch von seinem damaligen Rektor Tölke zu einer weiterführenden Ausbildung ermuntert, was dem Vater gar nicht recht war. 
Der junge Louis Krüger wechselte so aus der Lehre in eine kleine Elzer Privatschule und besuchte wenig später die Hildesheimer Gewerbeschule. Das benötigte Geld für den Schulbesuch konnte er nur durch Spenden und Kredite zusammenbringen. Nach seiner hervorragenden Abschlussprüfung ging Louis Krüger an das Polytechnikum in Berlin, um dort Mathematik zu studieren. Nach vier Jahren beendete er sein Studium.
Schon während seines Studiums entwickelte Louis Krüger seine Leidenschaft für die Geodäsie (der Wissenschaft von der Ausmessung der Erde und deren Abbildung auf Karten). Mit 27 Jahren wurde er in diesem Fachgebiet promoviert. Er ging nun an das Königlich Preußische Geodätische Institut nach Berlin, wurde dort erst Assistent, später Professor und schließlich stellvertretender Direktor. 
Louis Krüger entwickelte 1903 die Arbeit seines Vorgängers Carl Friedrich Gauß weiter, unter anderem die mathematische Methode, die gekrümmte Erdoberfläche auf ebenen Landkarten abzubilden. Diese ist – weil beide Wissenschaftler daran beteiligt waren – bis heute als Gauß-Krüger-Projektion bekannt. 
Er war seit 1910 Mitglied der Leopoldina. 1918 wurde er zum korrespondierenden Mitglied der Göttinger Akademie der Wissenschaften gewählt.
Krüger kehrte nach 38 Jahren in seine Geburtsstadt Elze zurück und starb dort 1923 im Alter von 65 Jahren.

## Ehrungen

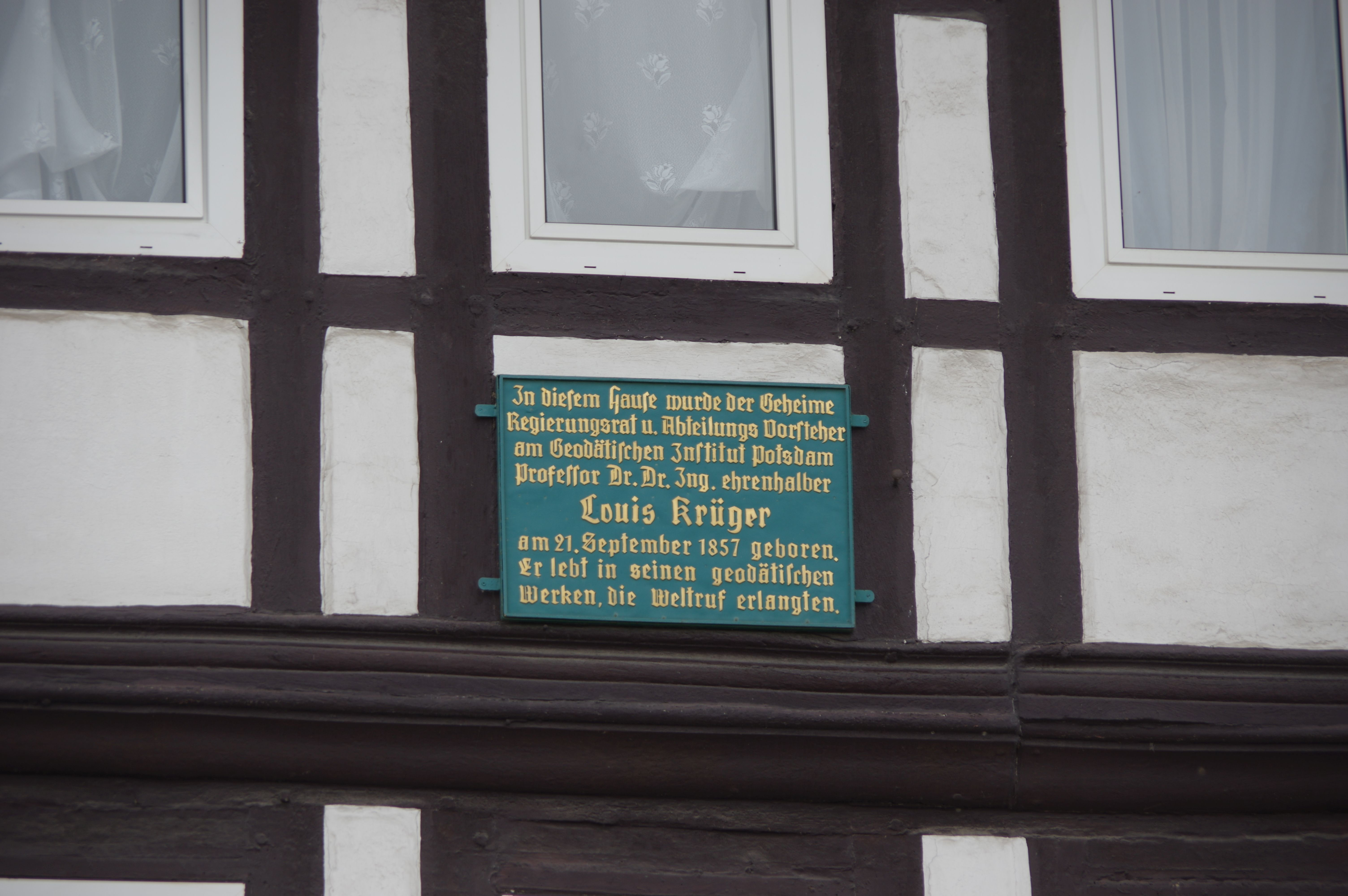
Gedenktafel am Geburtshaus in Elze

- Am 20. Dezember 1921 wurde Krüger von der Technischen Hochschule Berlin die Würde eines Doktor-Ingenieurs ehrenhalber verliehen.[2]
- Im Jahr 1942 wurde am Geburtshaus Krügers eine Gedenktafel angebracht.
- Ein Gedenkstein, der anlässlich seines 100. Geburtstages im Jahre 1957 errichtet wurde, ist im Stadtpark von Elze zu finden.
- Zum 150. Geburtstag hat die Krüger-Adorno-Schule eine Gedenkstelle gegenüber dem Geburtshaus in der Hauptstraße errichtet.
- Das ehemalige Forschungsschiff Professor Albrecht Penck und jetzige Seenotrettungsschiff Alan Kurdi trug ursprünglich den Namen Joh. L. Krueger.

## Werke (Auswahl)
- Die geodätische Linie des Sphäroids und Untersuchung darüber, wann dieselbe aufhört, kürzeste Linie zu sein. Diss., Schade Verl., Berlin 1883.
- Konforme Abbildung des Erdellipsoides in der Ebene. 1912.